# Afrotyphlops fornasinii
Afrotyphlops fornasinii – endemiczny gatunek węża z podrodziny Afrotyphlopinae w rodzinie ślepuchowatych (Typhlopidae).
Opisał go Giovanni Giuseppe Bianconi pod nazwą Typhlops fornasinii. W 2009 roku gatunek został przeniesiony do nowo utworzonego rodzaju Afrotyphlops.
Gatunek ten osiąga maksymalnie wielkość 18 cm. Ciało na grzbiecie jest koloru szarego do czarnego.
Występuje na terenie RPA w Zululandzie oraz w Zimbabwe i Mozambiku w Afryce Południowej.